# Жехе
Жехе (кит.: 熱河; також: Джехол) — провінція 省 у Китайській Республіці, що була утворена 1917 з Особливого регіону 特别区 Жехе (утв. 1914), із столицею Ченде. Проіснувала до 1955, коли її терен розділили між трьома адміністративними одиницями Хебей та Ляонін (провінції), а також Внутрішня Монголія.
З 1933 була частиною японської Маньчжурської держави.